# Bartolomeu Taddei
Padre Bartolomeu Taddei S.J. (San Vincenzo Valle Roveto, 7 de novembro de 1837 — Itu, 3 de junho de 1913) foi presbítero católico ítalo-brasileiro afiliado à Companhia de Jesus. É notório por ter introduzido ao Brasil o Apostolado da Oração.

## Biografia

### Juventude
Taddei nasceu em San Giovanni Valle Roveto, fração da comuna de San Vincenzo Valle Roveto, Áquila, Itália. Pouco se sabe sobre a sua família, exceto que os pais criaram o filho de acordo com os princípios da religião católica.
Aos catorze anos, Bartolomeu decidiu ingressar no seminário de Sora, onde se distinguiu imediatamente pelas suas qualidades intelectuais e humanas. Durante os anos de estudo e preparação para o sacerdócio, reavivou-se a veneração ao Coração de Jesus. As mensagens da Irmã Margarida Maria Alacoque, presentes na Igreja francesa havia então duzentos anos, ganhavam nova leitura, desta vez para a Europa e todos os continentes. Taddei assistiu aos primeiros capítulos dessa história que o conquistou. Durante um retiro espiritual, numa meditação, ele assumiu que “deveria propagar a devoção ao Coração Sacratíssimo de Jesus por toda a sua vida sacerdotal”. Para vivenciar melhor esse notável compromisso, inscreveu-se na Pia União do Sagrado Coração de Jesus.
Em 19 de abril de 1862, foi ordenado sacerdote na Catedral de Sora. As virtudes e os talentos do neo-sacerdote atraíram imediatamente a atenção do bispo diocesano Dom Giuseppe Montieri, que o escolheu como seu secretário nos últimos meses do seu episcopado. Bartolomeu, todavia, não estava satisfeito. Assim, no dia 13 de novembro do mesmo ano, despediu-se de seu pároco e foi para Roma, onde ingressou no Noviciado dos Padres Jesuítas de Santo André no Quirinal.

### Missão no Brasil
Fascinado pelas figuras de santos missionários jesuítas, como São Francisco Xavier, passou dois anos como noviço em preparação para a vida missionária. Feitos os votos perpétuos, pediu aos seus superiores que o enviassem para o Brasil. A resposta demorou vários meses, durante os quais o religioso foi enviado como vice-reitor ao Seminário de Sezze. Depois de algum tempo, o superior geral da Companhia de Jesus, Pe. Beckx, comunicou ao Pe. Taddei que aceitara seu pedido e confiou-lhe a missão de fundar um novo colégio, que levaria o nome de São Luis Gonzaga, na cidade de Itu, Estado de São Paulo do Brasil. Antes de partir, o novo missionário quis receber a bênção do padre geral que, ao despedi-lo presenteou-lhe com dois pequenos quadros, um de São Luis e outro do Sagrado Coração.
Em 13 de novembro de 1865, chegou ao Rio de Janeiro e, após alguns dias de descanso, chegou a Itu, uma pequena cidade distante dos grandes centros comerciais que naquela época vivia em condições extremas de pobreza. A população local acolheu-o com alegria, acompanhado por dois dos seus irmãos, Pe. Antonio Onorati e Pe. Giuseppe Giomini. Os religiosos foram morar no antigo convento de São Francisco, que rapidamente foi transformado em colégio. Os estudantes tornaram-se gradualmente mais numerosos graças ao seu trabalho árduo. Taddei assumiu também o cuidado da paróquia da cidade, a qual se encontrava bastante enfraquecida. Apesar das adversidades causadas inclusive pela concorrência com outras denominações, Pe. Taddei pregou missões populares por toda parte. Ele ensinava a doutrina da Igreja com instruções simples e elementares e o povo não demorava a segui-lo e ouvi-lo.

### O Apostolado da Oração
Entretanto, uma obra sobretudo lhe era particularmente cara: a fundação do Apostolado da Oração, um movimento espiritual iniciado na França pelo Pe. Henri Ramière, que visa promover o serviço pastoral sob a devoção do Sagrado Coração de Jesus. Obra esta que se tornou realidade em 1871, quando Pe. Taddei pôde inaugurar o centro com um grupo de senhoras às quais propôs: “o hábito da oração para alcançar graças, favores assinalados do Coração de Jesus, a frequência dos sacramentos, fonte de moralidade, a instrução religiosa tão necessária para a conservação e profissão da fé, o esplendor do culto divino […]”.
A princípio criou-se somente o segundo grau do Apostolado, ou seja, a prática do oferecimento diário ao Coração de Jesus, além da reza de um Pai-Nosso e dez Ave-Marias em honra da Virgem Maria. Após alguns meses, teve início a comunhão reparadora nas primeiras sextas-feiras. Ainda, o grupo das primeiras zeladoras e associadas passou a usar fitas vermelhas e bentinhos confeccionados pelas irmãs enclausuradas do Conventinho de Itu.
Pe. Taddei tinha por objetivo transformar o catolicismo brasileiro, para que fosse mais ligado à Igreja de Roma e menos envolvido com as tradições coloniais, das antigas irmandades e confrarias: “O Apostolado não é uma confraria, nem tampouco uma irmandade; é uma obra pia. Por isso, para que um vigário ou um capelão possa, na sua paróquia ou capela, instituir um novo centro do Apostolado da Oração, basta que receba o diploma de agregação, firmado pelo diretor diocesano ou por quem fizer as suas vezes”.
Assim teve início um dos maiores movimentos religiosos da história do Brasil. Em quarenta anos, Pe. Taddei criou centenas de centros do Apostolado da Oração, que mudaram os rumos da Igreja Católica no Brasil, especialmente no momento em que ela se tornava independente do governo imperial e o país se transformava numa república laica. Pioneiro da imprensa católica, em 1 de junho de 1896, superando todas as dificuldades, fundou, em Itu, a revista Mensageiro do Coração de Jesus ainda hoje uma das publicações católicas mais lidas, que deu origem à Editora Loyola. Foi também o mentor dos intelectuais que fundaram o jornal A Federação em 1905.
Seu trabalho tornou-se visível no Primeiro Congresso Brasileiro do Apostolado da Oração, acontecido em Salvador, Bahia, no ano de 1900, com ampla participação. Já entre 1903 e 1904, ele coordenou, com as doações dos associados do Apostolado da Oração, a construção do Santuário Nacional do Sagrado Coração de Jesus, anexo à Igreja do Bom Jesus, em Itu, e a construção de uma igreja magnífica dedicada ao Coração de Jesus em 1906, na cidade de Santos, para onde se mudou. Tais obras, no entanto, foram criticadas por setores liberais da política local, que consideravam os recursos mal aplicados num país de tanta miserabilidade.

### Últimos anos e causa de beatificação
O clima escaldante da nova residência, aliado aos esforços excessivos para a idade, debilitaram a saúde do missionário que regressou a Itu para repousar. Seu descanso, porém, tornou-se novamente em trabalho incessante de pregação nas igrejas da cidade. Aos inconvenientes da velhice, somava-se uma doença ocular, que, todavia, não o impediu de publicar o Manual do Apostolado da Oração. A doença ocular piorou repentinamente; o olho esquerdo foi irremediavelmente perdido, tanto que foi necessária a sua extração, que ocorreu com cirurgia em 7 de novembro de 1911.
No ano seguinte, em 12 de abril de 1912, Pe. Taddei comemorou seus 50 anos de sacerdócio, aos 75 anos de idade. Em 27 de maio de 1913, foi atingido por um violento ataque apoplético que o forçou ao leito. O Santo Viático e a Extrema Unção foram-lhe imediatamente administrados. Depois de alguns dias de agonia, em 3 de junho, por volta das duas horas da tarde, faleceu. A multidão que veio vê-lo pela última vez foi tão grande que, no dia 4 de junho, decidiu-se expor seu corpo na Igreja do Bom Jesus, onde foi celebrado o funeral solene com a participação de padres de todo o Brasil.
Em 1 de outubro de 2021, na celebração dos 150 anos de fundação do Apostolado da Oração no Brasil, Dom Vicente Costa, então bispo diocesano de Jundiaí, anunciou a abertura do processo de beatificação do Pe. Taddei.